# Хмельницька обласна організація НСАУ
Хмельницька обласна організація Національної спілки архітекторів України — культурна, наукова і мистецька організація в Хмельницькому. Основними завданнями організації є сприяння розвитку та популяризації архітектури України, об'єднання зусиль членів Спілки для вирішення творчих і соціально-економічних питань, міжнародна співпраці архітекторів, захист історичного та природного середовища регіонів, міст і поселень України.

## Історія
Національна спілка архітекторів України створена в 1937 році, одна із найстарших в Україні. В 1988 році їй надано статус Національної. Хмельницька обласна організація, як місцевий осередок Спілки, створена у 1972 році. Організація є  правонаступником Хмельницької обласної організації Спілки архітекторів Української РСР — підрозділу Спілки архітекторів СРСР. До цього на теренах області Спілку архітекторів представляли уповноважені особи.
В 2006 році ХМОО НСАУ зареєстрована як юридична особа. На даний час, в своїх рядах організація об'єднує близько 40 архітекторів Хмельницького, Кам'янця-Подільського, Деражні, Старокостянтинова, Білогір'я. Серед них заслужені архітектори України  Суслов В. М. і Копил М. Л., заслужений архітектор Молдови Загорецький І. А.

## Діяльність
ХМОО НСАУ сприяє творчій діяльності архітекторів та популяризації культурного надбання Подільського краю, бере участь у проведенні архітектурних конкурсів, рекомендує кандидатів на посади головних архітекторів міст, районів області і до органів у справах містобудування та архітектури, бере участь у роботі  містобудівних рад, висвітлює проблеми архітектури через засоби масової інформації, організовує виставки робіт архітекторів та дитячої художньої творчості, бере участь в створенні законодавчої бази в галузі архітектури та будівництва, займається соціальною підтримкою ветеранів, подає пропозиції про відзначення архітекторів, членів Спілки, за видатні досягнення в розвитку архітектури.
В 2013 році за ініціативи ХМОО НСАУ та рішенням Хмельницької міської Ради встановлено на будівлі кінотеатру «Планета» (вул. Подільська, 39, м. Хмельницький) меморіальну дошку видатному архітектору Гнату Петровичу Чекірді (роки праці -1945-1981 рр.), який зробив вагомий особистий внесок у формування архітектурного середовища міста Хмельницького та області.  В 2020 році Хмельницька обласна організація Національної спілки архітекторів України спільно з Хмельницькою обласною універсальною науковою бібліотекою   провела  круглий стіл  «Гнат Чекірда: Життя в архітектурі. До 100-річчя з дня народження», який присвячений увічненню пам'яті видатного Хмельницького архітектора — архітектора за покликанням і фахом, творчої особистості, чиє ім'я вписане в історію зодчества Подільського краю.
У 2018 році Національний історико-архітектурний заповідник «Кам'янець» та ХМОО НСАУ, як ініціатори заходу, встановили пам'ятну дошку видатному архітектору, фортифікатору і багаторічному коменданту міста-фортеці Яну де Вітте на будівлі ратуші в Кам'янці-Подільському.
В вересні 2020 року за ініціативи Хмельницької обласної організації НСАУ за особистий внесок у розбудову міста Хмельницького, розвиток архітектури та містобудування та з нагоди вшанування 100-річчя від дня його народження архітектору Гнату Чекірді Хмельницькою міською радою було присвоєно звання «Почесний громадянин міста Хмельницького».
В квітні 2021року за клопотанням Хмельницької обласної організації Національної спілки архітекторів України  рішенням п'ятої сесії  Хмельницької міської ради №114 від 21.04.2021 року відбулося перейменування вул. Герцена у м. Хмельницькому на вул. Гната Чекірди. На якій розміщенні дві знакові будівлі м. Хмельницького збудовані за його проектами.
04 листопада 2022 року за спільної ініціативи Хмельницької обласної організації Національної спілки архітекторів України та відділу містобудування та архітектури Хмельницької облдержадміністрації відбулося урочисте відкриття пам’ятної дошки колишньому головному архітектору міста Кам’янець-Подільського (1954-1989 років) Ізяславу Іллічу Медведовському  у м. Кам’янець-Подільському Хмельницької області. Пам'ятну дошку встановлено на будинку по вул. Т. Г. Шевченка, 1, в якому проживав архітекктор майже 40 років. Захід відбувся за участю Хмельницької обласної архітектури, архітекторів Хмельницької обласної організації Національної Спілки Архітекторів України, представників Кам’янець-Подільської міської ради, Національного історико-архітектурного заповідника НІАЗ «Кам’янець», будівельних організацій.  Ескізну пропозицію пам'ятної дошки розробляв авторський колектив у складі архітекторів Ангеліни Янішевської, Олега Свінціцького, скульпторів Володимира Лашка, Леоніда Киселюка.
До всесвітнього дня містобудування 08 листопада 2022 року Хмельницька обласна організація Національної Спілки Архітекторів України нагороджена почесною грамотою Хмельницької обласної ради з нагоди 50 літнього ювілею її утворення.

## Голови правління
Головами правління обласної організації в різний час були: Володимир Романько — 1974—1978 роки;
Володимир Суслов – 1978—1988 роки;
Віктор Кривов – 1988—1992 роки;
Микола Копил – 1992—1998 роки;
Олег Грабовський – 1998—2005 роки;
Василь Пекло - 2005 - 2006 роки;
Сергій Козак – 2006—2014 роки;
Тарас Козюк – 2014-2020 роки;
Ірина Дунаєвська - 2020 і донині.